# Archidiocèse de Juiz de Fora
L'archidiocèse de Juiz de Fora (en latin, Archidioecesis Iudiciforensis) est une circonscription ecclésiastique de l'Église catholique au Brésil.
Son siège se situe dans la ville de Juiz de Fora, dans l'État du Minas Gerais.
Depuis 2009, son archevêque est Gil Antônio Moreira (pt).

La Région de l'Est 2 de la Conférence nationale des évêques du Brésil (CNBB), composée de 28 diocèses dans l'État du Minas Gerais, et divisé en 7 provinces ecclésiastiques.
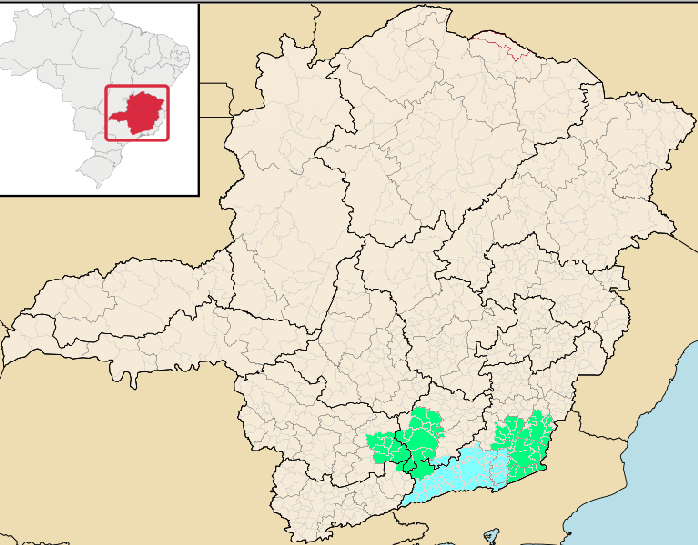
Province ecclésiastique de Juiz de Fora.
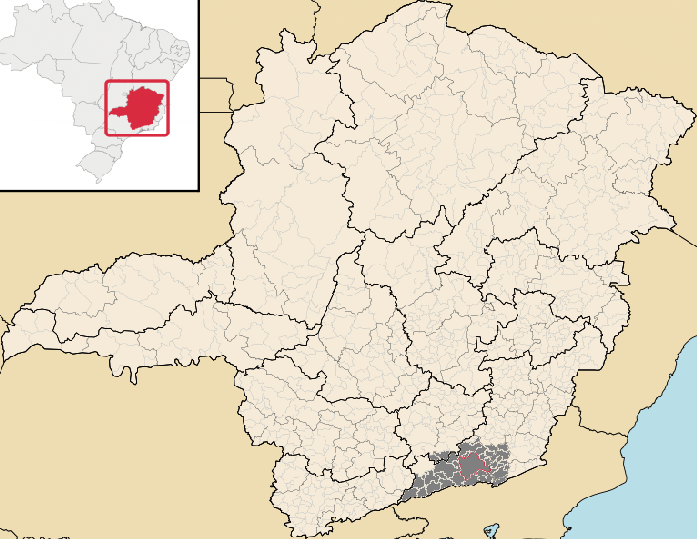
Archidiocèse de Juiz de Fora.

## Diocèses suffragants
- Diocèse de Leopoldina
- Diocèse de São João del Rei